# Effet rouge à lèvres
L'« effet rouge à lèvres » est la théorie disant que les consommateurs, confrontés à une situation de crise économique, sont plus disposés à acheter des produits de luxe moins coûteux. Au lieu d’acheter des sacs à main et des manteaux de fourrure coûteux, par exemple, les gens achèteront des produits cosmétiques coûteux, comme des rouges à lèvres de marques haut de gamme. L’hypothèse sous-jacente est qu’une certaine partie des consommateurs continuera à acheter des produits de luxe même en période de mauvaise conjoncture économique — tout en privilégiant toutefois des produits de luxe un peu moins chers. Lorsque la confiance des consommateurs dans l’économie diminue, ils achèteront des biens qui ont moins d’impact sur leurs fonds disponibles. En dehors du marché des cosmétiques, les consommateurs pourraient être tentés d’acheter d’autres produits haut de gamme mais moins impactants sur leurs finances tels que des bières chères ou des gadgets électroniques plus petits et moins coûteux.
Le nom de la théorie provient d'une rumeur selon laquelle les ventes de rouge à lèvres avaient doublé après les attentats du 11 septembre aux États-Unis ; cependant, d'autres sources affirment qu'il s'agit là d'une exagération. Dans un article du New York Times publié le 1er mai 2008, Leonard Lauder aurait déclaré avoir noté que les ventes de rouge à lèvres de sa société avaient augmenté après les attentats terroristes ; il n'a cependant pas affirmé qu'elles avaient doublé. Dans son livre The Overspent American, Juliet Shor évoque les achats de rouges à lèvres plus chers et plus prestigieux, notamment ceux de Chanel, utilisés en public, par les consommateurs, par rapport aux marques moins chères et moins prestigieuses utilisées dans l'intimité de la salle de bain.
En 2009, The Economist a testé la pertinence l'effet rouge à lèvres à l'aide d'une analyse statistique. Il a déclaré que « les chiffres historiques fiables sur les ventes de rouge à lèvres sont difficiles à trouver et que la plupart des adeptes du rouge à lèvres ne peuvent citer que des exemples isolés et anecdotiques pour prouver l'existence du phénomène. Les données recueillies par Kline & Company, un groupe d'études de marché, montrent que les ventes de rouge à lèvres augmentent parfois en période de crise économique, mais qu'elles augmentent également en période de prospérité. En d'autres termes, il n'y a pas de corrélation claire. »